# Wirusowe choroby roślin

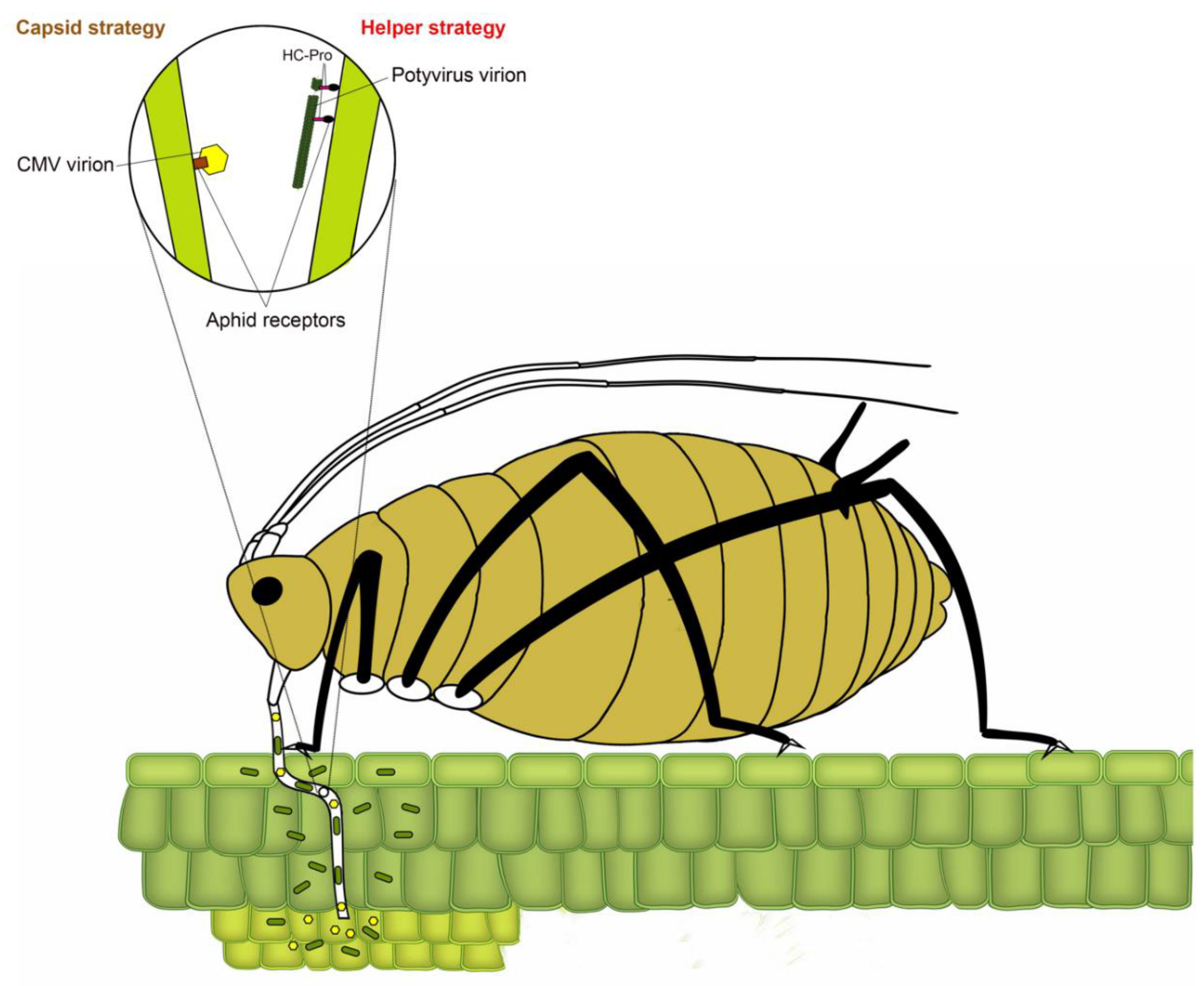
Schemat przedstawiający dwa sposoby przenoszenia wirusów przez mszyce

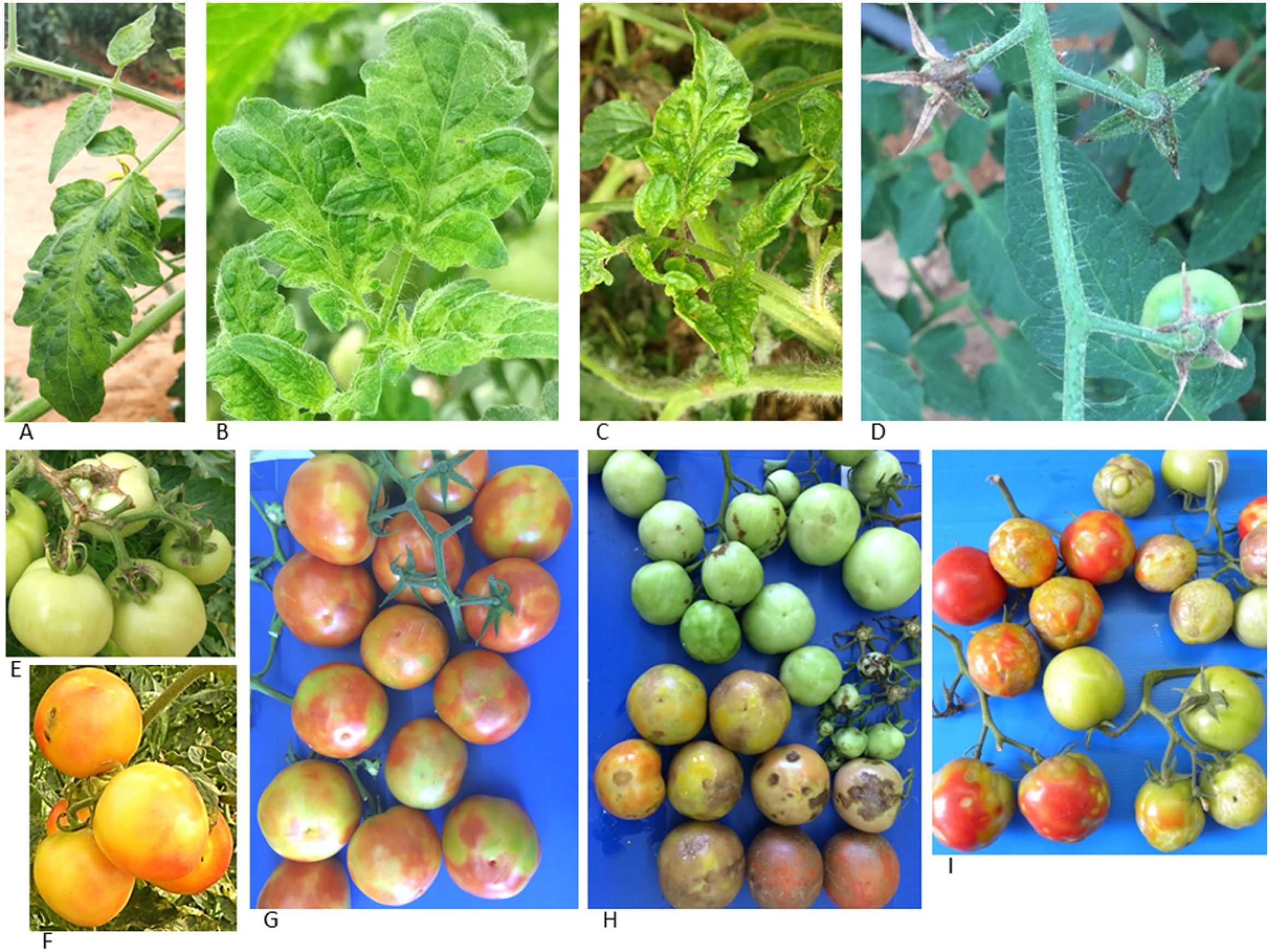
Brązowa plamistość pomidora

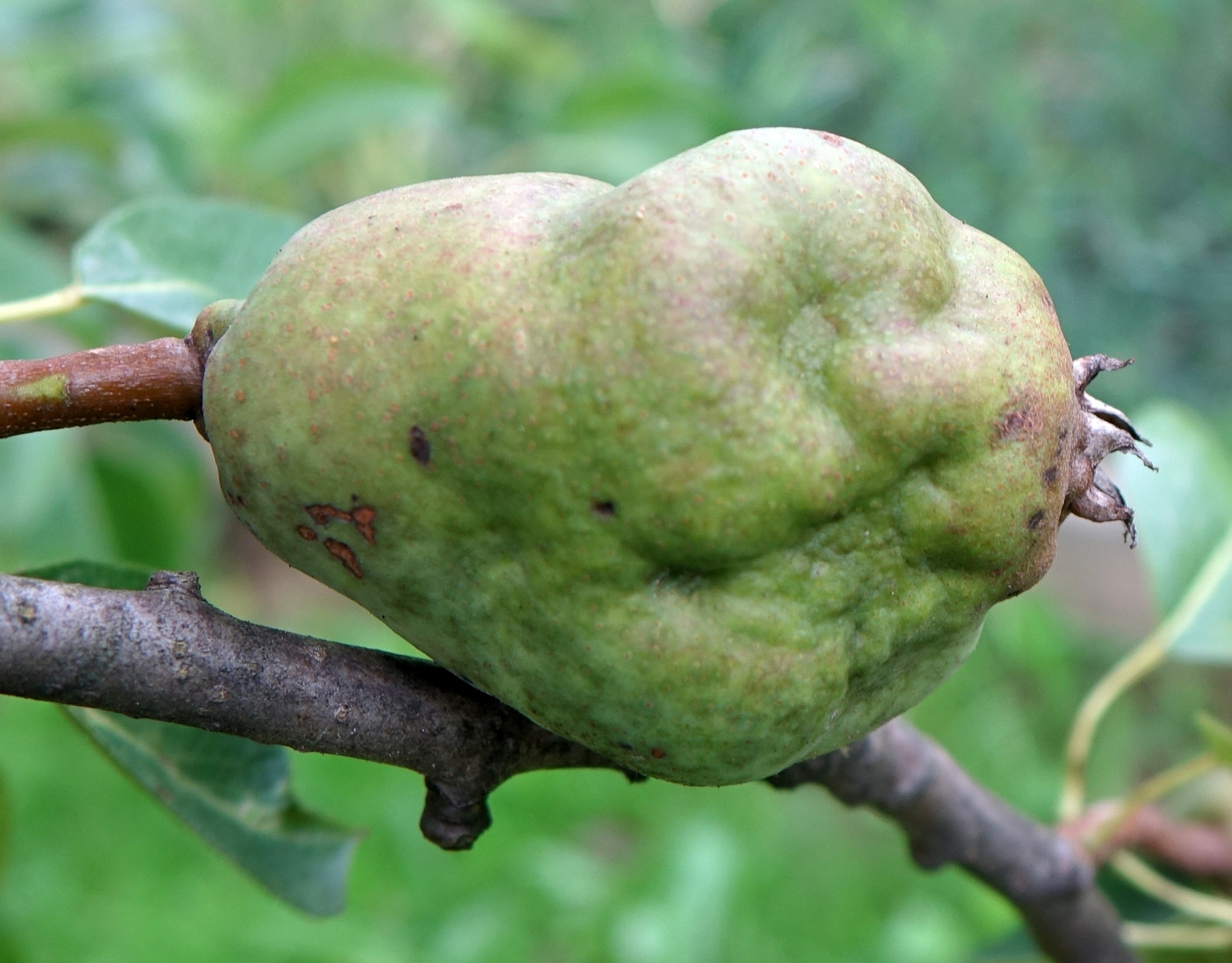
Kamienistość miąższu gruszek

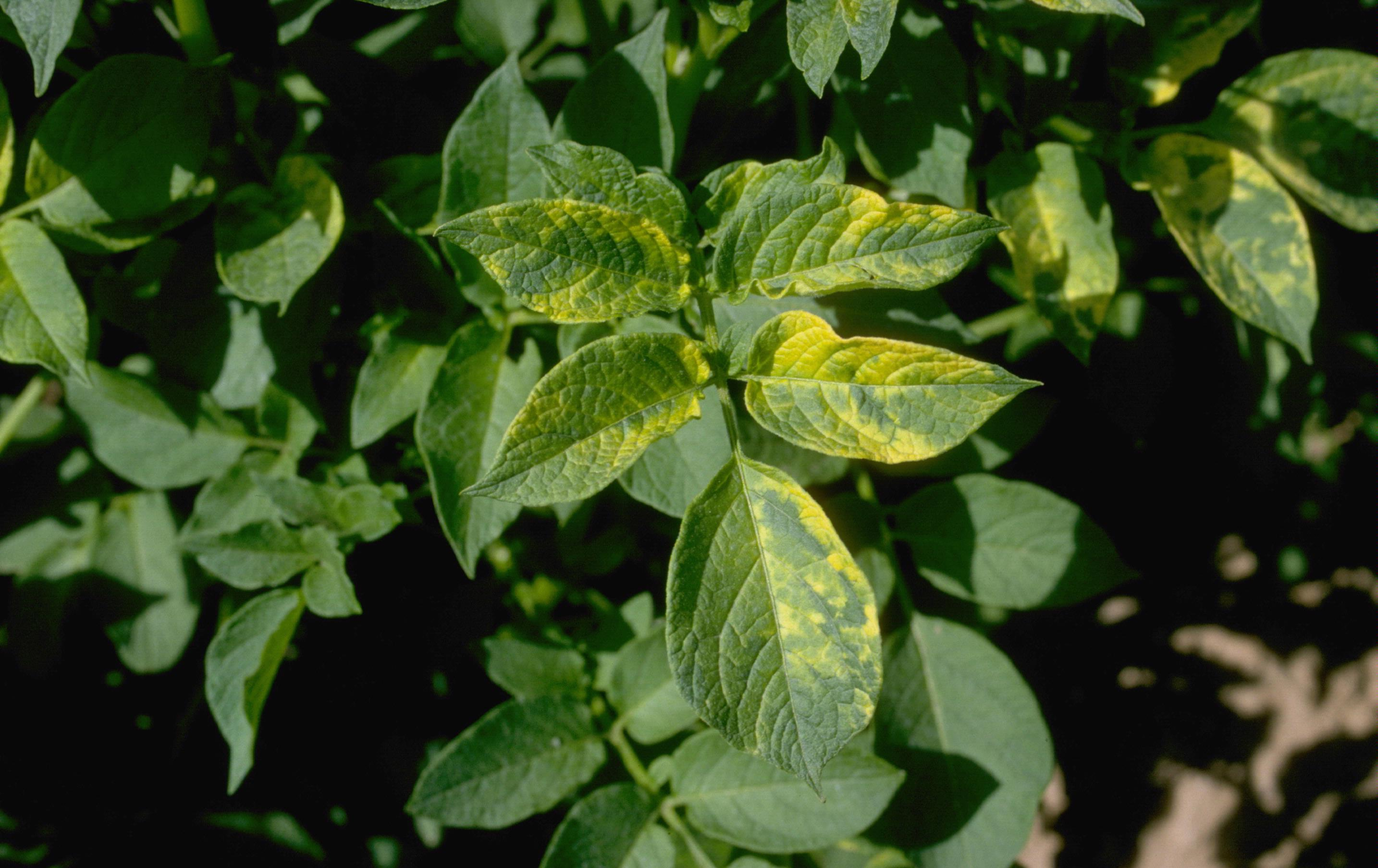
Jasna plamistość ziemniaka

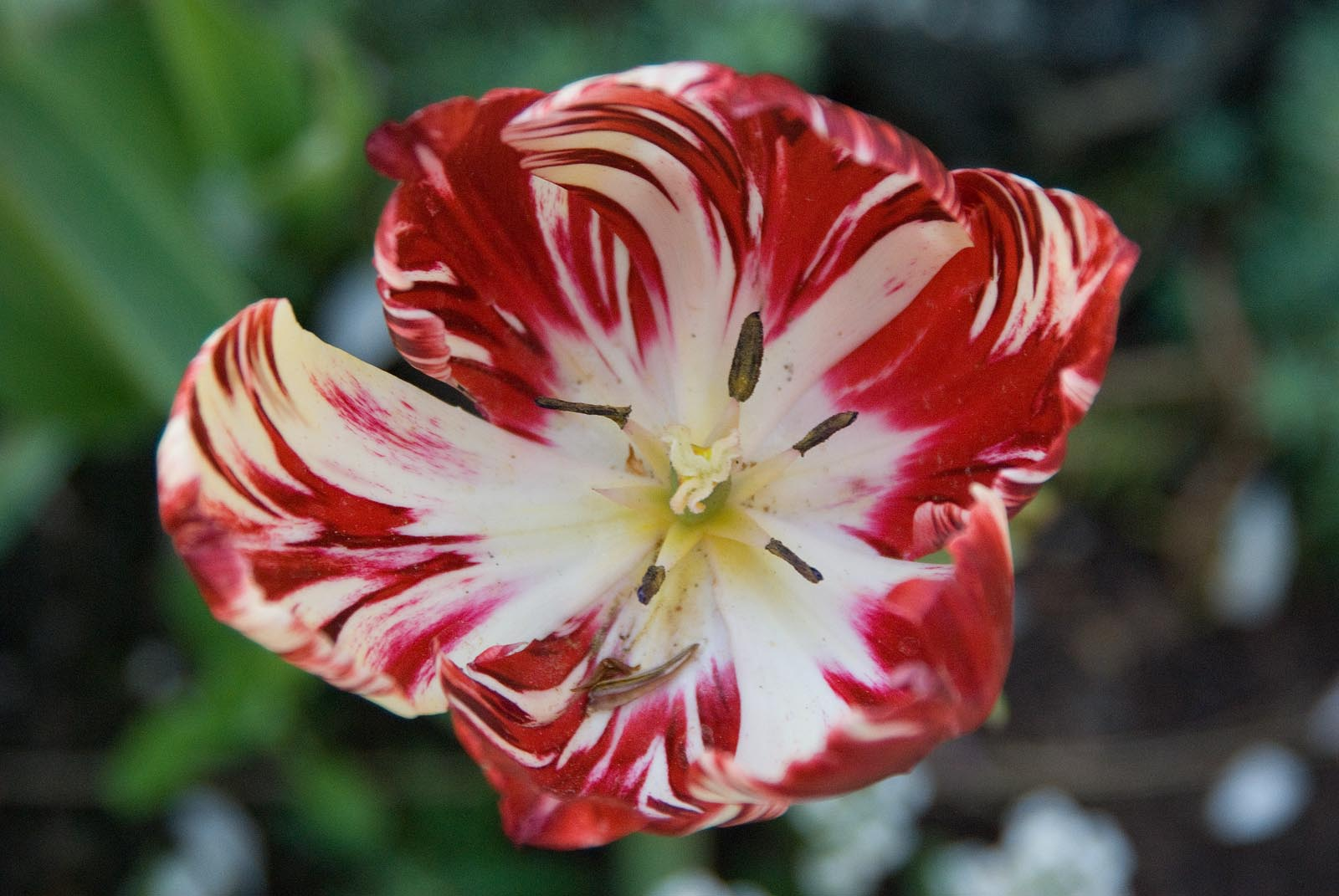
Pstrość tulipana

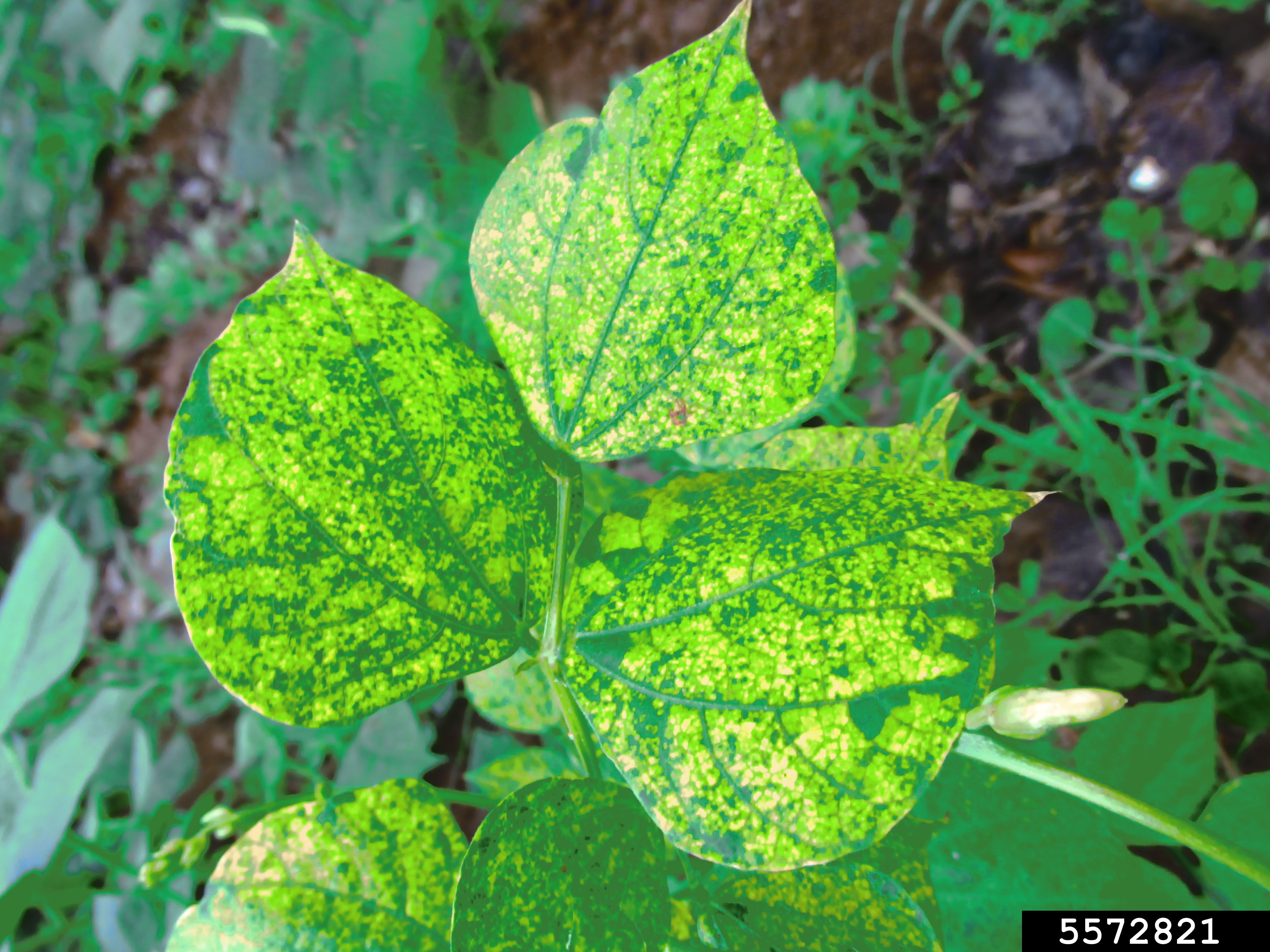
Żółta mozaika fasoli

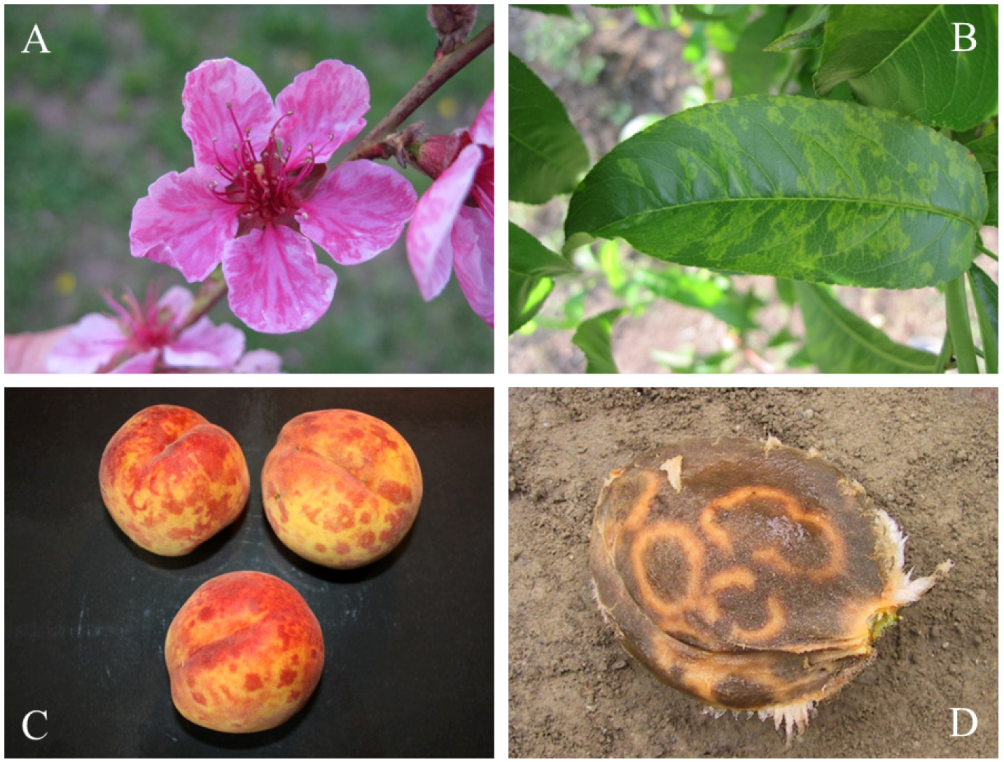
Ospowatość śliwy na brzoskwini

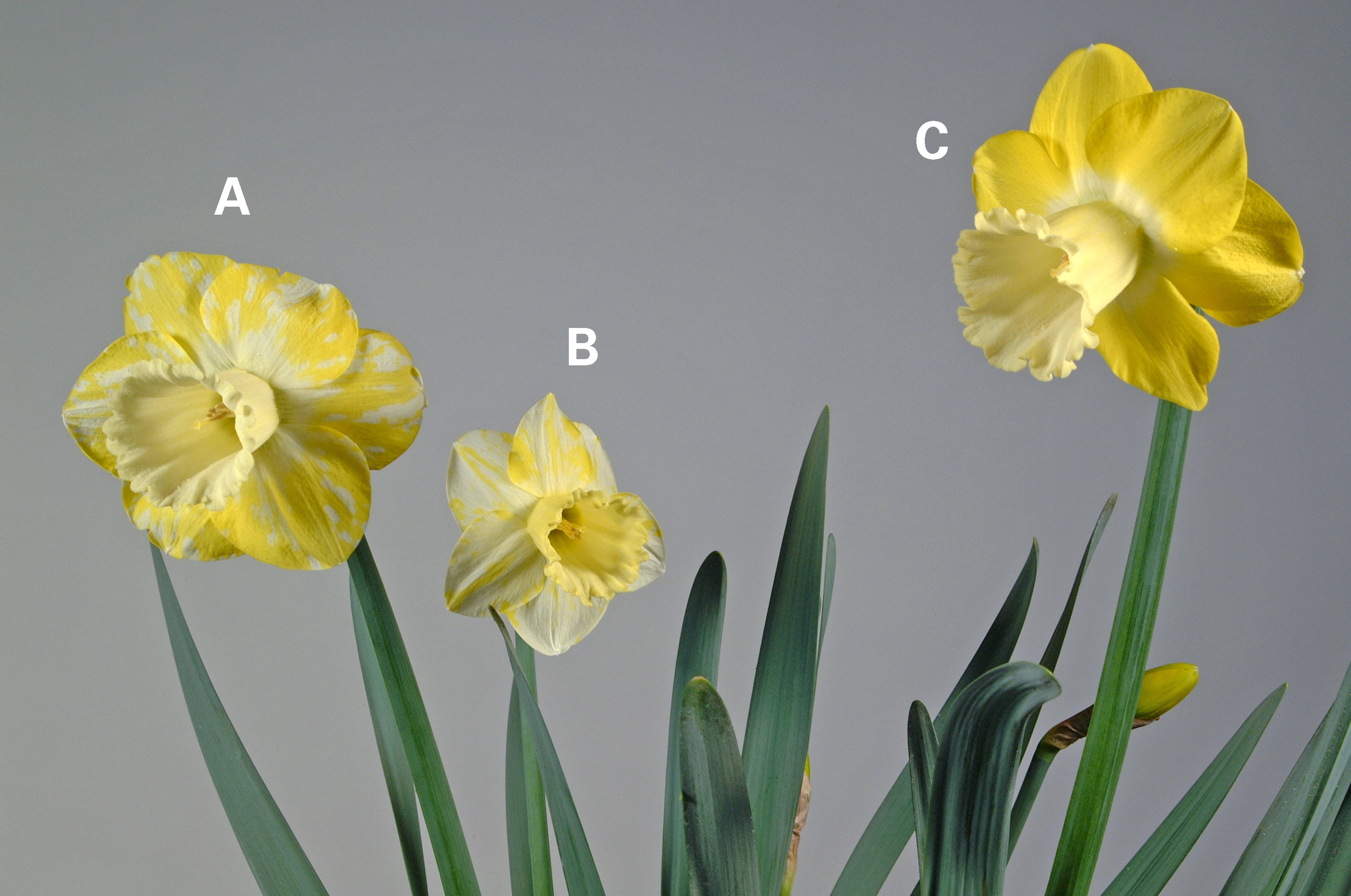
Żółta pasiastość narcyza

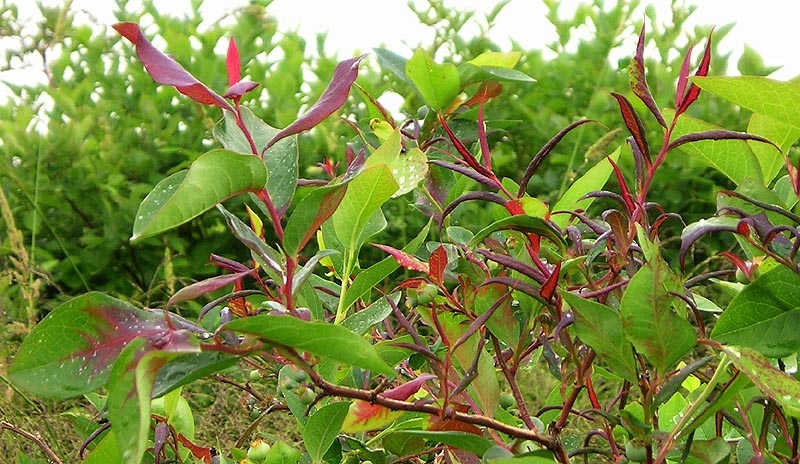
Nitkowatość borówki wysokiej

Wirusowe choroby roślin, czyli wirozy – choroby roślin wywołane przez wirusy. Znane były od dawna, jednak ich przyczyny były nieznane. Są to choroby infekcyjne, czyli zakaźne. Po raz pierwszy stwierdził to w 1886 r. niemiecki badacz Mayer, który sokiem wyciśniętym z roślin chorych na mozaikę tytoniu zainfekował rośliny zdrowe. Patogen wywołujący tę chorobę pozostawał jednak nieznany, wirusy mają bowiem tak niewielkie rozmiary, że nie są widoczne w mikroskopie optycznym. Dopiero wynalezienie mikroskopu elektronowego umożliwiło ich odkrycie. Później odkryto jeszcze mniejsze patogeny – wiroidy.

## Objawy wirusowych chorób roślin
- osłabienie wzrostu. Jest to pospolity makroskopowy objaw porażenia roślin przez wirusy i wiroidy. Gdy jest to bardzo wyraźne, nazywa się karłowatością. Może dotyczyć całej rośliny lub niektórych jej części[1].
- Zmiany zabarwienia. Często są to chlorozy, czyli żółknięcia, gdy zielone części rośliny zostaje zmieniają barwę na żółtą. Czasami następuje to tylko na nerwach liści, wówczas nazywa się to przejaśnieniem nerwów lub żółtaczką nerwów (przy dużym nasileniu). Gdy na liściu powstają liczne plamy oddzielone obszarami zdrowej tkanki jest to mozaika. Gdy mozaika występuje na kwiatach, przez niektórych specjalistów określana jest jako pstrość. U roślin mających równolegle ułożone nerwy mozaika przybiera postać smugowatości lub pasiastości. Gdy zielone pozostają tylko pasma wokół nerwów, a blaszka liściowa między nerwami żółknie, jest to otaśmienie nerwów. Gdy tkanki o zmienionej barwie mają formę pierścieni, nazywa się to pierścieniową plamistością. Czasami na liściach tworzą się chlorotyczne żółte linie lub wstęgi o różnych kształtach. Są to wzory liniowe[1].
- Nekroza. Następuje, gdy porażone tkanki roślin obumierają. Zmieniają wówczas zwykle barwę na ciemniejszą – od brunatnej do czarnej. Czasami w miejscu nekroz tworzą się wżery – zagłębienia w roślinie[1].
- Więdnięcie. W przypadku chorób wirusowych to dość rzadki objaw[1].
- Korkowacenie – twardnienie komórek powodujące, że stają się one podobne do korka. Dość rzadki objaw, najczęściej na owocach[1].
- Zniekształcenia spowodowane zaburzeniem wzrostu i rozwoju roślin. Są to enacje, narośle, zniekształcenia blaszek liściowych i kędzierzowatość[1].

## Rozprzestrzenianie wirusów
Aby wirusy mogły zainfekować roślinę, muszą się znaleźć w jej tkankach. Same nie potrafią tego dokonać. Jest to możliwe przy udziale różnych czynników środowiska i tzw. wektorów wirusów.

### Przenoszenie wirusów w organach służących do wegetatywnego rozmnażania roślin
Bardzo często do rozmnażania roślin uprawnych wykorzystuje się rozmnażanie wegetatywne. Ten sposób wybitnie sprzyja infekcjom wirusowym. Jeżeli wirusy zainfekowały roślinę, to rozprzestrzeniają się również w jej częściach używanych do rozmnażania wegetatywnego (zrazy używane do szczepienia, oczka do okulizacji, bulwy, kłącza, cebule, rozłogi, karpy). Nowo powstałe z nich rośliny również będą zainfekowane. Ponieważ z jednej rośliny otrzymuje się wiele części do jej rozmnożenia, następuje również rozprzestrzenienie znajdujących się w nich wirusów. Nie we wszystkich częściach rośliny muszą się znajdować wirusy, ponieważ jednak nie wiemy tego na pewno, lepiej zakładać, że wszystkie są zarażone i porażonej rośliny nie należy używać do rozmnażania wegetatywnego. Czasami porażenie jest bezobjawowe, jednak wirusy znajdują się w roślinie, stąd też należy korzystać tylko z gwarantowanego materiału, który pochodzi z pewnych hodowli nasienniczych, gdzie istnieje również możliwość sprawdzenia materiału specjalnymi testami.

### Mechaniczne przenoszenie wirusów
Polega na przedostaniu się wirusów z rośliny chorej do zdrowej przez ich bezpośredni kontakt, np. przez zrosty, zwłaszcza korzeniowe. Może to nastąpić także przez rany i mikrouszkodzenia, gdy rośliny ocierają się o siebie. Następuje to, gdy uszkodzenia są tak drobne, że nie powodują śmierci uszkodzonych komórek roślinnych (martwych wirusy nie są w stanie skolonizować). Nie musi następować bezpośredni kontakt roślin; wirusy mogą być przeniesione np. na rękach ludzi wykonujących prace pielęgnacyjne, na narzędziach, kołach i elementach roboczych maszyn rolniczych. Mogą tego dokonać także różne zwierzęta poruszające się w uprawach. W ten sposób jednak wirusy przenoszone są jednak tylko na niewielkie odległości.
Przenoszenie mechaniczne nazywane jest często przenoszeniem przez sok, mechaniczną inokulacją lub inokulacją sokiem. Ten sposób często wykorzystywany jest w pracach laboratoryjnych nad wirusowymi chorobami roślin.

### Przenoszenie wirusów z nasionami i pyłkami roślin
Około 15% znanych wirusów może przenosić się wraz z nasionami lub pyłkiem. Efektywność tego sposobu ich przenoszenia jest niewielka, czasami wirusy zawiera tylko 1–3% siewek wykiełkowanych z porażonych nasion. Efektywność przenoszenia przez pyłek jest z reguły mniejsza, niż przez nasiona. Przez nasiona wirusy rozprzestrzeniają się tylko pionowo (na następny rok), nie ma to natomiast znaczenia w rozprzestrzenianiu choroby w danym sezonie wegetacyjnym. Niebezpieczeństwo przenoszenia przez nasiona polega jednak na tym, że w ten sposób wirusy mogą się przedostać wraz z transportem w odległe regiony geograficzne, nasiona bowiem często są przedmiotem handlu międzynarodowego.
Przenoszenie wirusów wraz z pyłkiem może odegrać ogromną rolę w rozprzestrzenianiu wirusów niektórych chorób w danym sezonie wegetacyjnym (tzw. przenoszenie poziome). Odgrywa to bardzo dużą rolę np. w przenoszeniu kilku ilariwirusów drzew owocowych. Dużą rolę odgrywają w tym pszczoły i niektóre wciornastki odżywiające się pyłkiem roślin i uszkadzające znamiona słupków.

### Przenoszenie wirusów przez wektory
Istnieją grupy organizmów nazywane wektorami, które przenoszą wirusy roślinne w sposób szczególny. Są to niektóre pierwotniaki, grzyby, nicienie, owady i roztocze. Zawsze są to patogeny lub szkodniki danych roślin mające zdolność aktywnego poruszania się. Pierwotniaki, grzyby i nicienie występują w glebie i na ogół infekują korzenie roślin lub podstawę łodygi. Wśród pierwotniaków są to np. Spongospora subterranea i różne gatunki z rodzaju Polymyxa przenoszące wirusy w wodzie glebowej wewnątrz swoich ruchomych pływek. Gatunki z rodzaju Olpidium przenoszą wirusy na powierzchni pływek. Nicienie nakłuwając korzenie roślin mogą dostarczać wirusy wprost do komórek roślin. Charakterystyczną rozprzestrzeniania wirusów przez tę grupę organizmów jest tzw. placowe występowanie chorób; na polu uprawnym wśród zdrowych roślin występują miejsca z roślinami chorymi. Wszystkie te organizmy rozprzestrzeniają wirusy tylko na niewielką odległość, mogą jednak wraz z transportem płodów rolnych być przenoszone na duże odległości. Wraz z grudkami ziemi organizmy te wraz z wirusami mogą być roznoszone na polu uprawnym przez koła i części robocze maszyn rolniczych.

### Przenoszenie wirusów przez owady i roztocze
Owady są najliczniejszą i najważniejszą grupą wektorów wirusowych. Największą rolę wśród nich odgrywają mszyce. Oprócz owadów rolę tę pełnią jeszcze roztocze. Owady mogą przenosić wiele gatunków wirusów. Mszyca brzoskwiniowa (Myzus persicae) jest wektorem ponad 100 wirusów. Mszyca za pomocą długiej kłujki z dwoma kanałami nakłuwa roślinę wysysając z niej soki wraz ze znajdującymi się w nich wirusami. Gdy uzna, że sok jest nieodpowiedni, zalepia otwór śliną i przenosi się na inne miejsce, czy inną roślinę, wstrzykując do jej komórki część tego soku wraz z wirusami (regurgitacja). Nakłuta komórka jest nadal żywa, dzięki czemu wirusy mogą się w niej namnażać. Mszycy wystarczy kilka-kilkanaście sekund żerowania, by nabyć wirusy. Jest to tzw. przenoszenie nietrwałe, ponieważ już po kilku-kilkunastu minutach następuje utrata zdolności do przenoszenia wirusów. Istnieje drugi sposób, tzw. przenoszenie półtrwałe, odbywające się podczas faktycznego żerowania mszycy, gdy pobiera ona pokarm z floemu roślin. Wymaga dłuższego czasu żerowania i polega na tym, że mszyca wchłania sok roślin wraz z wirusami do swojego układu pokarmowego. Tak pobrane wirusy dłużej zachowują zdolność infekcji. W trzecim sposobie – przenoszeniu trwałym lub krążeniowym, wirusy z jelita dostają się do jamy ciała mszyc przez tzw. endocytozę. Z hemolimfą mszycy krążą po jej organizmie docierając m.in. do gruczołów ślinowych mszycy (znów przez endocytozę). Mszyca wprowadza je do organizmu rośliny wraz ze śliną pompowaną przez kłujkę.
Oprócz mszyc wektorami wirusów są niektóre chrząszcze mające gryzący aparat gębowy. Infekują rośliny prawdopodobnie przez regurgitację. Wśród roztoczy najczęściej przenosicielami wirusów bywają szpeciele.

## Transport wirusów w roślinach
Wirusy nie potrafią same się rozmnażać. Po wniknięciu do komórek roślin angażują je do swojego namnażania. Zazwyczaj najpierw infekowane są komórki skórki, tylko niektóre wektory potrafią wprowadzić wirusy od razu do komórek miękiszu lub tkanek przewodzących. Wewnątrz roślin do sąsiednich komórek wirusy przedostają się przez plazmodesmy w postaci kwasów nukleinowych związanych z białkiem transportowym, które modyfikuje plazmodesmy. Transport ten przebiega powoli, zwykle z szybkością 5-15 µm/dzień, na pokonanie grubości blaszki liściowej wirusowi nie wystarczy jeden dzień. Jest to transport krótkodystansowy. Jednak w końcu drogą tą wirusy przedostają się do wiązek przewodzących, w których wraz z wodą są transportowane po całej roślinie (transport długodystansowy).

## Ochrona przed wirusowymi chorobami roślin
Istnieją metody leczenia niektórych wirusowych chorób roślin, ale są zbyt skomplikowane i nieopłacalne ekonomicznie. Możemy tylko zabezpieczać się przed tymi chorobamii, lub przynajmniej zmniejszać ich natężenie poprzez różne działania profilaktyczne:
- Zakładanie plantacji ze zdrowego i sprawdzonego materiału wyjściowego (nasiona, sadzonki, podkładki, bulwy, cebule i inne części roślin pochodzące z wegetatywnego rozmnażania). Powinny pochodzić ze specjalistycznego gospodarstwa mającego aktualny atest Państwowej Inspekcji Ochrony Roślin i Nasiennictwa. To najważniejsza metoda zabezpieczania się przed chorobami wirusowymi.
- Przy uprawie roślin często porażanych przez wirusy glebowe (np. maliny), przenoszące je wektory należy wyeliminować stosując odpowiedni płodozmian, fumiganty czy nematocydy
- Metody agrotechniczne, np. niszczenie samosiewów, odpowiedni termin wysiewu, czy zbiórki plonów, sadzenie podkiełkowanych ziemniaków
- Ochrona przed wektorami, szczególnie przed owadami. Jest skuteczna w niektórych przypadkach. Stosuje się do tego insektycydy, olej mineralny, feromony. Czasami dobre efekty przynosi obsiewanie brzegów pól uprawnych roślinami ochronnymi
- Stosowanie środków dezynfekcyjnych i obowiązkowe używanie ich przed każdorazowym wejściem do szklarni. Dezynfekować należy ręce, buty, sprzęt ogrodniczy i całe wyposażenie szklarni, a podczas zmiany uprawy konieczne jest mycie i dezynfekcja całej szklarni
- Wprowadzanie do uprawy odmian odpornych na wirusy. Z tą metodą wiąże się duże nadzieje. Uzyskano już wiele takich odmian. Najskuteczniejszą metodą ich wyhodowania jest genetyczna modyfikacja. Zaobserwowano jednak, że wirusy również mutują i po jakimś czasie przełamują odporność roślin